# Proton Saga
Proton Saga — автомобиль, выпускающийся малайзийской компанией Proton Edar Sdr Holding с сентября 1985 года.
Saga представляет собой серию компактных малолитражных автомобилей производимых малайзийским автопроизводителем Proton. Является первым малайзийским автомобилем. Это флагманская модель компании Proton.
Название Proton Saga дано автомобилю в честь крошечного красного семени дерева Saga — Аденантера павлинья (Adenanthera pavonina). Это дерево является национальным символом Малайзии.

## Первое поколение
Автомобиль серийно производился с 9 июля 1985 года. За его основу была взята японская модель Mitsubishi Mirage второго поколения (Mitsubishi Lancer Fiore). Автомобиль оснащён двигателем внутреннего сгорания Mitsubishi Orion II 4G13. С 14 сентября 1985 года автомобиль оснащался 2-литровым двигателем внутреннего сгорания Mitsubishi Sirius 4G63. 26 сентября 1986 года выпуск автомобиля был налажен в Бангладеше, а с 1987 года автомобиль производился в Новой Зеландии, Брунее, на Мальте и в Шри-Ланке. В 1986 году был произведён десятитысячный автомобиль Proton Saga. 
В январе 1987 года автомобиль Proton Saga оснащался двигателем внутреннего сгорания 4G15. В октябре 1987 года был налажен серийный выпуск автомобиля Proton Saga Aeroback с кузовом хетчбэк. 
В Европе автомобиль Proton Saga производился с 11 марта 1988 года, страна — Ирландия. В Великобритании автомобиль производился с октября 1988 года. В 1988 году был произведён стотысячный автомобиль Proton Saga.
16 марта 1989 года седаны Proton Saga были переименованы в Proton 1.3 и Proton 1.5, в зависимости от объёма двигателя. Отделка салона обозначается S.E. или G.L. В Сингапуре автомобиль производился с октября 1989 года.
16 мая 1990 года был произведён двухсоттысячный автомобиль Proton Saga 12 августа 1990 года в Малайзии был налажен выпуск автомобиля Proton Saga с двигателем внутреннего сгорания Megavalve, до этого автомобиль оснащался двигателями Orion (1985—1987) и Magma (1987—1990).
Последние изменения в автомобиль Proton Saga были внесены в 1991 году.

### Iswara
Этот автомобиль серийно производился с 1992 по 2003 год. В Великобритании автомобиль был известен как Proton Mpi. В 2001 году был произведён тюнингованный вариант Proton Saga Iswara Aeroback Special Edition.

### LMST
Этот автомобиль серийно производился с 2003 по 2008 год. Представляет собой автомобиль, очень похожий на Proton Saga Iswara, но с незначительными изменениями. Многие модели были оснащены гидроусилителем руля. В Пакистане модель была представлена 15 сентября 2006 года. Производство завершилось в начале 2008 года.

### Галерея
- Proton Saga с двигателем Magma
- Proton Saga Aeroback с двигателем Megavalve
- Proton Saga 1.5 GLX
- Proton Aeroback SE
- Двигатель Megavalve 4G15P
- Место водителя
- Proton Saga Iswara
- Proton Saga Iswara Aeroback
- Proton Saga Iswara Special Edition
- Proton Saga LMST

## Второе поколение
Автомобиль второго поколения был выпущен 18 января 2008 года. Это была первая модель с логотипом Proton. Модификации — N-Line, B-Line и M-Line. Автомобиль оснащался бензиновым двигателем внутреннего сгорания CamPro IAFM. Также был произведён концепт-кар Proton Saga RED. Автомобили под видом такси оснащались газомоторными двигателями внутреннего сгорания объёмом 1,6 литра.
16 июля 2009 года был произведён электромобиль Proton Saga EV.
В июле 2010 года был налажен мелкосерийный выпуск Proton Saga 25th Anniversary Edition.

### FL
30 ноября 2010 года автомобиль Proton Saga второго поколения прошёл фейслифтинг. В Таиланде был произведён концепт-кар Proton Saga R3. А в Малайзии 2 декабря 2010 года был представлен концепт-кар Proton Kasturi.
В мае 2011 года был произведён автомобиль Proton Saga FL 1.6 Executive.

### FLX
В 2011 году был налажен выпуск современной версии Proton Saga второго поколения под индексом P2-11C. 30 ноября 2011 года был налажен выпуск автомобиля Proton Saga FLX SE с двигателем CamPro IAFM+. 15 июня 2013 года был налажен выпуск автомобиля Proton Saga SV, а 14 августа 2015 года был произведён последний автомобиль второго поколения — Proton Saga Plus.

### Галерея
- Proton Saga
- Proton Saga FL
- Proton Saga FLX SE
- Proton Saga SV
- Proton Saga EV

## Третье поколение
Автомобиль третьего поколения был запущен в производство 28 сентября 2016 года на платформе FLX, с 1,3-литровым двигателем внутреннего сгорания VVT. Принципиальным отличием от предшественников являются улучшение стандарта безопасности, введение электронного контроля устойчивости и улучшение прочности конструкции на 20%.
По состоянию на 17 октября 2016 года, было произведено более 6000 автомобилей Proton Saga третьего поколения.
С 2017 года автомобиль Proton Saga третьего поколения шёл на экспорт в Юго-Восточную Азию и в Чили. В январе 2019 года производство автомобиля Proton Saga третьего поколения было запущено в Пакистане, на заводе Al-Haj.
6 августа 2019 года автомобиль Proton Saga прошёл фейслифтинг. Вариант Proton Saga Executive был снят с производства, в модельный ряд вошли модели Standard MT, Standard AT и Premium AT.
21 августа 2020 года автомобиль Proton Saga был экспортирован в Кению (продажи начались 10 декабря 2020 года), а 18 декабря 2020 года автомобиль был экспортирован в Непал (продажи начались 14 января 2021 года).

### Галерея
- Место водителя
- Сборка автомобиля
- Моторизация
- Proton Saga на фоне официального дилера